# Hallenhockey-Weltmeisterschaft 2007

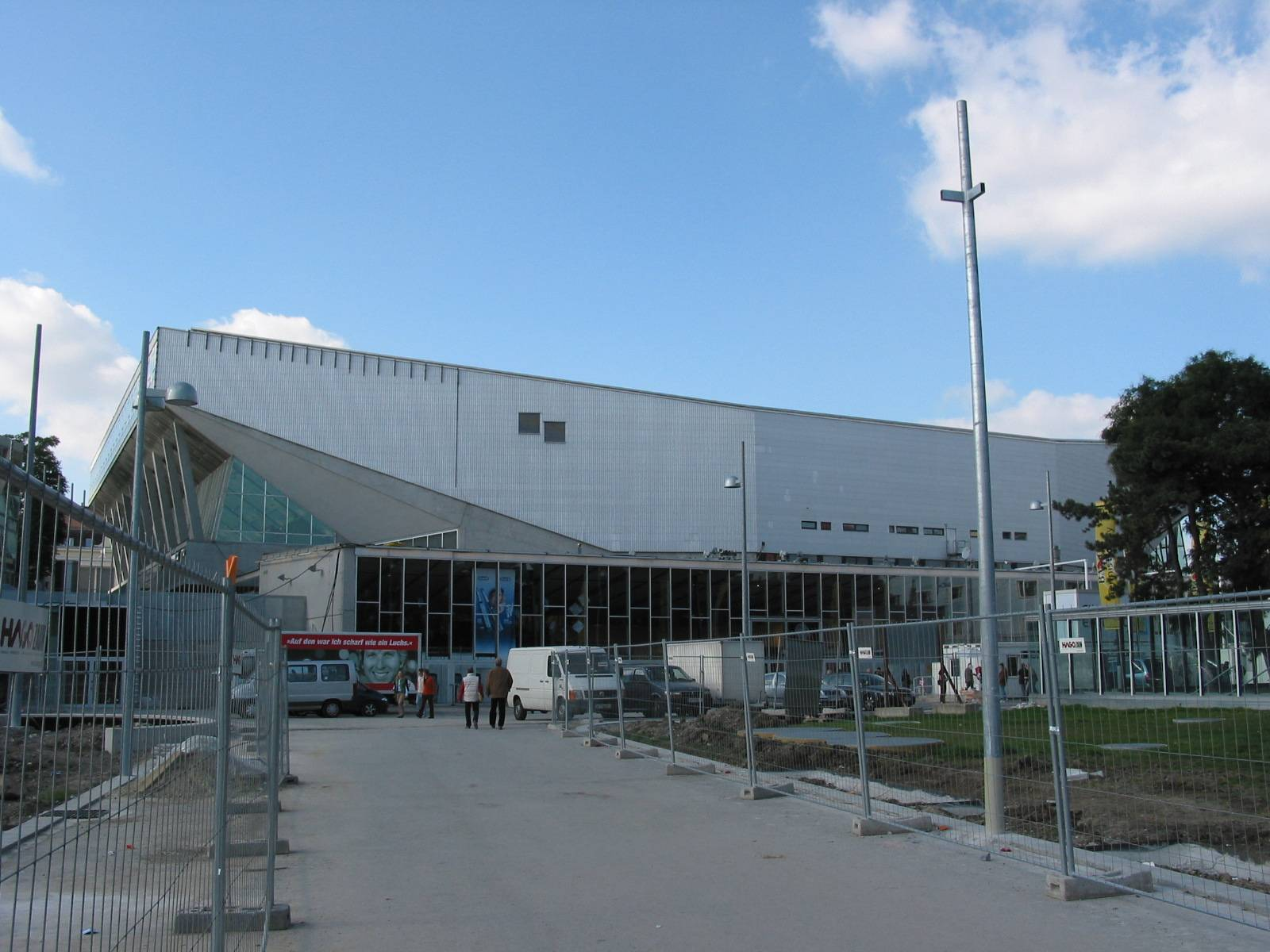
Austragungsort der 2. Hallenhockey-Weltmeisterschaft

Die 2. Hallenhockey-Weltmeisterschaft der Herren und Damen wurde vom 14. bis 18. Februar 2007 in der Wiener Stadthalle ausgetragen. Neben der Haupthalle gab es noch eine Nebenhalle, wo ebenfalls Spiele ausgetragen wurden. Der offizielle Name des Turniers lautete SAMSUNG Indoor Hockey WORLD CUP 2007. Es traten sowohl bei den Männern wie bei den Damen zwölf Nationalmannschaften zunächst in zwei Gruppen und danach in Platzierungsspielen gegeneinander an. Insgesamt wurden 76 Länderspiele absolviert.
Bei den Herren konnte Deutschland seinen Weltmeistertitel gegen Polen (4:1) verteidigen. Bei den Damen scheiterten die deutschen Titelverteidiger im Halbfinale an Spanien. Hier sicherten sich erstmals die Niederlande den WM-Titel.
Zum Besten Torwart wurden der Tscheche Filip Neusser und die Spanierin Maria Jesus Rosa gewählt.

## Austragungsort
Der Wiener Stadthalle besaß Parkettsportboden und eine Kapazität von etwa 8500 Zuschauern. Des Weiteren gab es eine Nebenhalle, ebenfalls mit Parkett, die rund 500 Zuschauern Platz bot.

## Teilnehmer

### Herren
Es waren die fünf Kontinentalmeister teilnahmeberechtigt.
| Asien | Panamerika | Afrika | Ozeanien   | Europa      |
| ----- | ---------- | ------ | ---------- | ----------- |
| –     | Kanada     | –      | Australien | Deutschland |

Außerdem war der Gastgeber Österreich direkt qualifiziert.
Die weiteren Teilnehmer waren Polen, Spanien, die Schweiz, Tschechien, Russland und Trinidad und Tobago.

### Damen
Es waren die fünf Kontinentalmeister teilnahmeberechtigt.
| Asien | Panamerika | Afrika | Ozeanien   | Europa      |
| ----- | ---------- | ------ | ---------- | ----------- |
| –     | Kanada     | –      | Australien | Deutschland |

Außerdem war der Gastgeber Österreich direkt qualifiziert. Die weiteren Teilnehmer waren die Niederlande, Belarus, Schottland, die Ukraine, Spanien und Italien.

## Herren-WM

### Tabellen

#### Gruppe A
| Rang | Land                | Spiele | Tore  | Differenz | Punkte |
| ---- | ------------------- | ------ | ----- | --------- | ------ |
| 1    | Deutschland         | 5      | 33:9  | +24       | 15     |
| 2    | Tschechien          | 5      | 26:14 | +12       | 12     |
| 3    | Russland            | 5      | 31:29 | +2        | 6      |
| 4    | Australien          | 5      | 19:21 | −2        | 6      |
| 5    | Schweiz             | 5      | 22:30 | −8        | 6      |
| 6    | Trinidad und Tobago | 5      | 7:35  | −28       | 0      |

#### Gruppe B
| Rang | Land       | Spiele | Tore  | Differenz | Punkte |
| ---- | ---------- | ------ | ----- | --------- | ------ |
| 1    | Polen      | 5      | 36:8  | +28       | 13     |
| 2    | Spanien    | 5      | 30:18 | +12       | 12     |
| 3    | Österreich | 5      | 31:18 | +13       | 10     |
| 4    | Kanada     | 5      | 18:29 | −11       | 6      |
| 5    | Italien    | 5      | 15:30 | −15       | 3      |
| 6    | Südafrika  | 5      | 11:38 | −27       | 0      |

### Spielplan

#### Gruppenphase

##### Gruppe A
| Spielnummer – Datum – Uhrzeit | Team 1              | Team 2              | Ergebnis |
| ----------------------------- | ------------------- | ------------------- | -------- |
| 01 – 14. Februar 2007 – 09:00 | Trinidad und Tobago | Deutschland         | 2:9      |
| 02 – 14. Februar 2007 – 10:05 | Schweiz             | Tschechien          | 4:6      |
| 03 – 14. Februar 2007 – 10:40 | Russland            | Australien          | 4:8      |
| 07 – 14. Februar 2007 – 15:55 | Deutschland         | Tschechien          | 3:2      |
| 08 – 14. Februar 2007 – 16:30 | Schweiz             | Australien          | 4:3      |
| 09 – 14. Februar 2007 – 17:35 | Trinidad und Tobago | Russland            | 2:9      |
| 12 – 15. Februar 2007 – 09:00 | Tschechien          | Australien          | 7:2      |
| 13 – 15. Februar 2007 – 10:05 | Deutschland         | Russland            | 8:2      |
| 15 – 15. Februar 2007 – 11:45 | Schweiz             | Trinidad und Tobago | 6:1      |
| 17 – 15. Februar 2007 – 15:25 | Tschechien          | Russland            | 5:4      |
| 20 – 15. Februar 2007 – 18:05 | Deutschland         | Schweiz             | 8:2      |
| 21 – 15. Februar 2007 – 18:40 | Australien          | Trinidad und Tobago | 5:1      |
| 25 – 16. Februar 2007 – 12:10 | Russland            | Schweiz             | 12:6     |
| 26 – 16. Februar 2007 – 12:45 | Tschechien          | Trinidad und Tobago | 6:1      |
| 27 – 16. Februar 2007 – 14:45 | Australien          | Deutschland         | 1:5      |

##### Gruppe B
| Spielnummer – Datum – Uhrzeit | Team 1     | Team 2     | Ergebnis |
| ----------------------------- | ---------- | ---------- | -------- |
| 04 – 14. Februar 2007 – 12:15 | Österreich | Italien    | 5:3      |
| 05 – 14. Februar 2007 – 12:50 | Kanada     | Polen      | 0:9      |
| 06 – 14. Februar 2007 – 14:25 | Spanien    | Südafrika  | 6:1      |
| 10 – 14. Februar 2007 – 18:40 | Spanien    | Kanada     | 8:4      |
| 11 – 14. Februar 2007 – 19:10 | Österreich | Südafrika  | 11:1     |
| 14 – 15. Februar 2007 – 10:40 | Polen      | Italien    | 8:0      |
| 16 – 15. Februar 2007 – 14:25 | Kanada     | Österreich | 4:7      |
| 18 – 15. Februar 2007 – 15:55 | Spanien    | Polen      | 2:6      |
| 19 – 15. Februar 2007 – 16:30 | Italien    | Südafrika  | 7:4      |
| 22 – 15. Februar 2007 – 20:15 | Österreich | Spanien    | 4:6      |
| 23 – 16. Februar 2007 – 10:00 | Italien    | Kanada     | 2:5      |
| 24 – 16. Februar 2007 – 10:35 | Südafrika  | Polen      | 2:9      |
| 28 – 16. Februar 2007 – 15:20 | Südafrika  | Kanada     | 3:5      |
| 29 – 16. Februar 2007 – 16:25 | Italien    | Spanien    | 3:8      |
| 30 – 16. Februar 2007 – 18:00 | Polen      | Österreich | 4:4      |

#### Platzierungsspiele

##### Spiel um Platz 11
| Spielnummer – Datum – Uhrzeit | Team 1              | Team 2    | Ergebnis |
| ----------------------------- | ------------------- | --------- | -------- |
| 31 – 17. Februar 2007– 10:40  | Trinidad und Tobago | Südafrika | 2:4      |

##### Spiel um Platz 9
| Spielnummer – Datum – Uhrzeit | Team 1  | Team 2  | Ergebnis      |
| ----------------------------- | ------- | ------- | ------------- |
| 32 – 17. Februar 2007 – 11:20 | Schweiz | Italien | 3:3 (6:1, 7m) |

##### Spiel um Platz 7
| Spielnummer – Datum – Uhrzeit | Team 1     | Team 2 | Ergebnis |
| ----------------------------- | ---------- | ------ | -------- |
| 33 – 17. Februar 2007 – 14:00 | Australien | Kanada | 4:5      |

##### Spiel um Platz 5
| Spielnummer – Datum – Uhrzeit | Team 1   | Team 2     | Ergebnis |
| ----------------------------- | -------- | ---------- | -------- |
| 36 – 18. Februar 2007 – 10:20 | Russland | Österreich | 6:2      |

#### Finalspiele
|  | Halbfinale                    | Halbfinale                    |                               |   | Finale                        | Finale                        |
|  |                               |                               |                               |   |                               |                               |
|  | Polen                         | 4                             |                               |   |                               |                               |
|  | Tschechien                    | 2                             |                               |   |                               |                               |
|  | 34 – 17. Februar 2007 – 16:40 |                               |                               |   |                               |                               |
|  |                               |                               | 38 – 18. Februar 2007 – 15:40 |   |                               |                               |
|  | Polen                         | 1                             |                               |   |                               |                               |
|  |                               | Deutschland                   | 4                             |   |                               |                               |
|  |                               |                               |                               |   |                               |                               |
|  | Spiel um Platz drei           |                               |                               |   |                               |                               |
|  | 35 – 17. Februar 2007 – 19:20 | 35 – 17. Februar 2007 – 19:20 | Tschechien                    | 1 |                               |                               |
|  | Deutschland                   | 3                             | Spanien                       | 3 |                               |                               |
|  | Spanien                       | 2                             |                               |   | 37 – 18. Februar 2007 – 13:00 | 37 – 18. Februar 2007 – 13:00 |

## Damen-WM

### Tabellen

#### Gruppe A
| Rang | Land        | Spiele | Tore  | Differenz | Punkte |
| ---- | ----------- | ------ | ----- | --------- | ------ |
| 1    | Deutschland | 5      | 56:5  | +51       | 15     |
| 2    | Ukraine     | 5      | 32:24 | +8        | 12     |
| 3    | Australien  | 5      | 16:26 | −10       | 7      |
| 4    | Schottland  | 5      | 17:31 | −14       | 7      |
| 5    | Italien     | 5      | 13:30 | −17       | 1      |
| 6    | Tschechien  | 5      | 7:25  | −18       | 1      |

#### Gruppe B
| Rang | Land        | Spiele | Tore  | Differenz | Punkte |
| ---- | ----------- | ------ | ----- | --------- | ------ |
| 1    | Niederlande | 5      | 24:11 | +13       | 15     |
| 2    | Spanien     | 5      | 17:11 | +6        | 12     |
| 3    | Belarus     | 5      | 19:14 | +5        | 9      |
| 4    | Österreich  | 5      | 16:16 | 0         | 6      |
| 5    | Kanada      | 5      | 11:19 | −8        | 3      |
| 6    | Südafrika   | 5      | 8:24  | −16       | 0      |

### Spielplan

#### Gruppenphase

##### Gruppe A
| Spielnummer – Datum – Uhrzeit | Team 1      | Team 2      | Ergebnis |
| ----------------------------- | ----------- | ----------- | -------- |
| 01 – 14. Februar 2007 – 08:30 | Tschechien  | Ukraine     | 2:7      |
| 02 – 14. Februar 2007 – 09:35 | Schottland  | Italien     | 6:5      |
| 03 – 14. Februar 2007 – 11:10 | Australien  | Deutschland | 0:12     |
| 07 – 14. Februar 2007 – 15:25 | Tschechien  | Australien  | 1:4      |
| 08 – 14. Februar 2007 – 17:00 | Ukraine     | Schottland  | 10:4     |
| 09 – 14. Februar 2007 – 18:05 | Deutschland | Italien     | 13:1     |
| 13 – 15. Februar 2007 – 09:35 | Schottland  | Australien  | 2:2      |
| 14 – 15. Februar 2007 – 11:10 | Deutschland | Tschechien  | 8:2      |
| 15 – 15. Februar 2007 – 12:15 | Italien     | Ukraine     | 3:5      |
| 19 – 15. Februar 2007 – 17:00 | Australien  | Italien     | 5:3      |
| 20 – 15. Februar 2007 – 17:35 | Ukraine     | Deutschland | 2:10     |
| 22 – 15. Februar 2007 – 19:45 | Schottland  | Tschechien  | 5:1      |
| 25 – 16. Februar 2007 – 11:40 | Ukraine     | Australien  | 8:5      |
| 26 – 16. Februar 2007 – 13:15 | Deutschland | Schottland  | 13:0     |
| 27 – 16. Februar 2007 – 14:15 | Italien     | Tschechien  | 1:1      |

##### Gruppe B
| Spielnummer – Datum – Uhrzeit | Team 1      | Team 2      | Ergebnis |
| ----------------------------- | ----------- | ----------- | -------- |
| 04 – 14. Februar 2007 – 11:45 | Belarus     | Kanada      | 6:3      |
| 05 – 14. Februar 2007 – 13:20 | Niederlande | Österreich  | 6:2      |
| 06 – 14. Februar 2007 – 13:55 | Südafrika   | Spanien     | 2:4      |
| 10 – 14. Februar 2007 – 17:45 | Südafrika   | Niederlande | 2:4      |
| 11 – 14. Februar 2007 – 20:15 | Österreich  | Kanada      | 4:2      |
| 12 – 15. Februar 2007 – 08:30 | Belarus     | Spanien     | 1:3      |
| 16 – 15. Februar 2007 – 12:50 | Niederlande | Kanada      | 4:2      |
| 17 – 15. Februar 2007 – 13:20 | Spanien     | Österreich  | 5:3      |
| 18 – 15. Februar 2007 – 13:55 | Belarus     | Südafrika   | 7:1      |
| 21 – 15. Februar 2007 – 19:10 | Österreich  | Südafrika   | 5:0      |
| 23 – 16. Februar 2007 – 09:30 | Kanada      | Spanien     | 0:2      |
| 24 – 16. Februar 2007 – 11:05 | Niederlande | Belarus     | 5:2      |
| 28 – 16. Februar 2007 – 15:50 | Spanien     | Niederlande | 3:5      |
| 29 – 16. Februar 2007 – 16:55 | Österreich  | Belarus     | 2:3      |
| 30 – 16. Februar 2007 – 17:30 | Kanada      | Südafrika   | 4:3      |

#### Platzierungsspiele

##### Spiel um Platz 11
| Spielnummer – Datum – Uhrzeit | Team 1     | Team 2    | Ergebnis |
| ----------------------------- | ---------- | --------- | -------- |
| 31 – 17. Februar 2007 – 12:00 | Tschechien | Südafrika | 5:1      |

##### Spiel um Platz 9
| Spielnummer – Datum – Uhrzeit | Team 1  | Team 2 | Ergebnis      |
| ----------------------------- | ------- | ------ | ------------- |
| 32 – 17. Februar 2007 – 10:00 | Italien | Kanada | 2:2 (2:3, 7m) |

##### Spiel um Platz 7
| Spielnummer – Datum – Uhrzeit | Team 1     | Team 2     | Ergebnis |
| ----------------------------- | ---------- | ---------- | -------- |
| 33 – 17. Februar 2007 – 12:40 | Schottland | Österreich | 1:3      |

##### Spiel um Platz 5
| Spielnummer – Datum – Uhrzeit | Team 1     | Team 2  | Ergebnis |
| ----------------------------- | ---------- | ------- | -------- |
| 36 – 18. Februar 2007 – 09:00 | Australien | Belarus | 4:5      |

#### Finalspiele
|  | Halbfinale                    | Halbfinale                    |                               |   | Finale                        | Finale                        |
|  |                               |                               |                               |   |                               |                               |
|  | Niederlande                   | 8                             |                               |   |                               |                               |
|  | Ukraine                       | 0                             |                               |   |                               |                               |
|  | 34 – 17. Februar 2007 – 15:20 |                               |                               |   |                               |                               |
|  |                               |                               | 38 – 18. Februar 2007 – 14:20 |   |                               |                               |
|  | Niederlande                   | 4                             |                               |   |                               |                               |
|  |                               | Spanien                       | 2                             |   |                               |                               |
|  |                               |                               |                               |   |                               |                               |
|  | Spiel um Platz drei           |                               |                               |   |                               |                               |
|  | 35 – 17. Februar 2007 – 18:00 | 35 – 17. Februar 2007 – 18:00 | Ukraine                       | 2 |                               |                               |
|  | Deutschland                   | 3                             | Deutschland                   | 5 |                               |                               |
|  | Spanien                       | 4                             |                               |   | 37 – 18. Februar 2007 – 11:40 | 37 – 18. Februar 2007 – 11:40 |